# 渡辺佳英 (実業家)
渡辺 佳英（わたなべ よしひで、1948年7月31日 - ）は、日本の実業家。大崎電気工業株式会社の取締役会長CEO（代表取締役）。日本ハンドボール協会の会長も務めた。

## 経歴
- 1948年 - 東京都に生まれる。
- 1970年3月 - 慶應義塾大学工学部卒業。
- 1977年1月 - 株式会社野村総合研究所入社。
- 1980年7月 - 大崎電気工業株式会社取締役社長室長。
- 1984年7月 - 同社 常務取締役 営業本部長。
- 1986年1月 - 同社 常務取締役 システム・機器事業部長 兼 新製品開発室長。
- 1986年7月 - 同社 専務取締役 システム・機器事業部長 兼 新製品開発室長。
- 1987年6月 - 同社 代表取締役副社長。
- 1988年11月 - 同社 代表取締役社長に就任[3]。
- 1989年1月 - 東北計器工業株式会社 取締役就任（現任）。
- 1989年3月 - 九州電機製造株式会社（現九電テクノシステムズ株式会社）取締役就任（現任）。
- 1990年4月 - 大崎エンジニアリング株式会社（現：萩原エンジニアリング株式会社）代表取締役社長。
- 1998年4月 - 同社 代表取締役会長。
- 2005年6月 - 同社 取締役会長。
- 2007年2月 - 株式会社エネゲート 取締役就任（現任）。
- 2007年6月 - 萩原エンジニアリング株式会社 取締役名誉会長。
- 2009年1月 - 大崎電気工業株式会社 取締役会長（代表取締役）に就任[4]。
- 2012年3月 - SMB United Limited（現：OSAKI United International Pte.Ltd.）取締役会長（現任）。
- 2024年6月 - 大崎電気工業株式会社 取締役会長CEO（代表取締役）に就任（現任）[5]。